# Lista över offentlig konst i Eksjö kommun
Lista över offentlig konst i Eksjö kommun är en ofullständig förteckning över främst utomhusplacerad offentlig konst i Eksjö kommun. 
| Titel                       | Konstnär(er)           | Årtal | Beskrivning                                                                  | Typ - material                                          | Plats Koordinater                                       | Bild                        |
| --------------------------- | ---------------------- | ----- | ---------------------------------------------------------------------------- | ------------------------------------------------------- | ------------------------------------------------------- | --------------------------- |
| Stenjätten                  | Hans Fredholm          | 1993  |                                                                              | Rondellgestaltning - cortenstål                         | Abborraviksrondellen koordinater saknas                 |                             |
| Lekande barn I              | Axel Wallenberg        |       |                                                                              | skulptur - brons                                        | Servicehuset Marieberg koordinater saknas               |                             |
| Elaine                      | Liss Eriksson          | 1974  |                                                                              | skulptur - brons                                        | Höglandssjukhuset koordinater saknas                    |                             |
| Mysterium tremendum         | Hans Fredholm          | 1996  |                                                                              | installation - cortensstål, betong, natursten och mossa | Höglandssjukhuset koordinater saknas                    |                             |
| Sparbankseken               | Sune Rooth             | 1960  |                                                                              | skulptur - koppar och brons                             | Södra Storgatan 12 koordinater saknas                   | Sparbankseken               |
| Lekande barn II             | Carl Elmberg           | 1931  |                                                                              | fontängrupp - brons                                     | Stadshuset koordinater saknas                           |                             |
| Instabil                    | Lars Englund           | 1990  |                                                                              | skulptur - plast                                        | Förvaltningshuset koordinater saknas                    |                             |
| Smålandsryttare             | Alfred Ohlson          | 1929  |                                                                              | skulptur - brons                                        | Stora torget 57.66701, 14.97068                         | Smålandsryttare             |
| Soldaten Peter Kniberg      | Calle Örnemark         |       |                                                                              | relief - trä                                            | Lennarts konditori, gårdsserveringen koordinater saknas |                             |
| Jannice                     | Gunnel Frieberg        | 1976  |                                                                              | skulptur - brons                                        | Norra Storgatan 21 57.6681, 14.97017                    | Jannice                     |
| Nonne med stickade strumpor | Bitte Jonason Åkerlund | 1974  |                                                                              | skulptur - brons                                        | Norra åbron koordinater saknas                          | Nonne med stickade strumpor |
| Frigörelsen                 | Rune Karlzon           | 1984  |                                                                              | skulptur - rostfritt stål och brons                     | Borgmästare Munthes väg, Kvarnarp koordinater saknas    |                             |
| Sluten figur                | Berndt Helleberg       | 1984  |                                                                              | skulptur - brons                                        | Eksjö museums gård koordinater saknas                   |                             |
| Sittande flicka             | Fred Åberg             | 1986  |                                                                              | skulptur - brons                                        | Eksjö museums gård koordinater saknas                   | Sittande flicka             |
| Människa i rum              | Jörgen Martinsson      |       |                                                                              | skulptur - brons                                        | Eksjö museums gård koordinater saknas                   |                             |
| Gycklaren                   | Leo Pettersson         | 1989  |                                                                              | skulptur - brons                                        | Österlånggatan 29 koordinater saknas                    |                             |
| Monumentalt huvud           | Thomas Qvarsebo        | 1977  |                                                                              | skulptur - brons                                        | Finlandsparken koordinater saknas                       |                             |
| Astrid, sittande            | Lena Lervik            | 1978  |                                                                              | skulptur - brons                                        | Servicehuset Snickaren koordinater saknas               |                             |
| Skyddsrum                   | Lena Lervik            | 1980  |                                                                              | skulptur - brons                                        | Servicehuset Snickaren koordinater saknas               |                             |
| Balanskonstnärer            | Rune Karlzon           | 1983  |                                                                              | skulptur - brons                                        | Fritidsgården, Ing 2 koordinater saknas                 |                             |
| I 12-infanteristen          | Annette Rydström       | 2001  |                                                                              | skulptur - brons                                        | I 12-området koordinater saknas                         |                             |
| Utfärd till sjunkna städer  | Bianca Maria Barmen    | 1999  | tre skulpturer i brons                                                       | skulptur - brons                                        | Stadsbiblioteket koordinater saknas                     |                             |
| Hästhandlaren               | Sven Lundqvist         | 1985  |                                                                              | skulptur - brons                                        | Oxtorgsgatan 1 koordinater saknas                       |                             |
| Midsommarbadet              | István Varga           | 1984  |                                                                              | skulptur - gotländsk kalksten                           | Simhallen koordinater saknas                            |                             |
| Mopeder                     | Peder Freij            | 1985  |                                                                              | relief - plåt (polykrom)                                | Storegårdsskolan koordinater saknas                     |                             |
| Kunskapens träd             | Arvid Källström        | 1965  |                                                                              | skulptur - koppar                                       | Storegårdsskolan koordinater saknas                     |                             |
| Skogshuvud                  | Axel Wallenberg        |       |                                                                              | skulptur - brons                                        | Torget i Hult koordinater saknas                        |                             |
| Galopphästen                | Rune Karlzon           |       |                                                                              | skulptur - brons                                        | Torget i Ingatorp koordinater saknas                    |                             |
| Lilla Eva                   | Eva Berggren           |       |                                                                              | skulptur - brons                                        | Servicehuset Solgården, Ingatorp koordinater saknas     |                             |
| Stenen                      | Rune Karlzon           | 1971  |                                                                              | skulptur - granit                                       | Torget, Mariannelund koordinater saknas                 | Stenen                      |
| Molnet                      | Björn Selder           | 1988  |                                                                              | skulptur - Ekebergsmarmor och diabas                    | Servicehuset Bobinen, Mariannelund koordinater saknas   |                             |
| Svalorna flyger högt        | Axel Hörnström         | 1968  |                                                                              | relief - metall (polykrom)                              | Furulundsskolan, Mariannelund koordinater saknas        |                             |
| Tre sagor                   | Carl Elmberg           | 1955  |                                                                              | relief - röd granit                                     | Norrtullskolan koordinater saknas                       |                             |
| Ösa sand                    | Torsten Fridh          | 1972  |                                                                              | skulptur - svart granit                                 | Nannylundsområdet koordinater saknas                    |                             |
| Brottytor                   | Hans Fredholm          | 1984  |                                                                              | relief - färgad betong                                  | Gångtunnel under Södra Centrumleden koordinater saknas  |                             |
| Södra Vedbos häradsvapen    | Owe Pellsjö            | 1960  | Efter Södra Vedbo härads sigill från 1558, tre i trefot förenade klöverblad. | relief - granit                                         | Tingshuset koordinater saknas                           |                             |
| Vattenväxt                  | Fred Åberg             | 1999  |                                                                              | fontänskulptur - koppar                                 | Servicehuset Almgården koordinater saknas               |                             |
| Tre reliefer                | Lasse Cederberg        | 1980  |                                                                              | relief - koppar                                         | Servicehuset Marieberg koordinater saknas               |                             |
| Häst                        | Sven Lundqvist         | 1980  |                                                                              | skulptur - brons                                        | Servicehuset Marieberg koordinater saknas               |                             |